# Robert Hernand

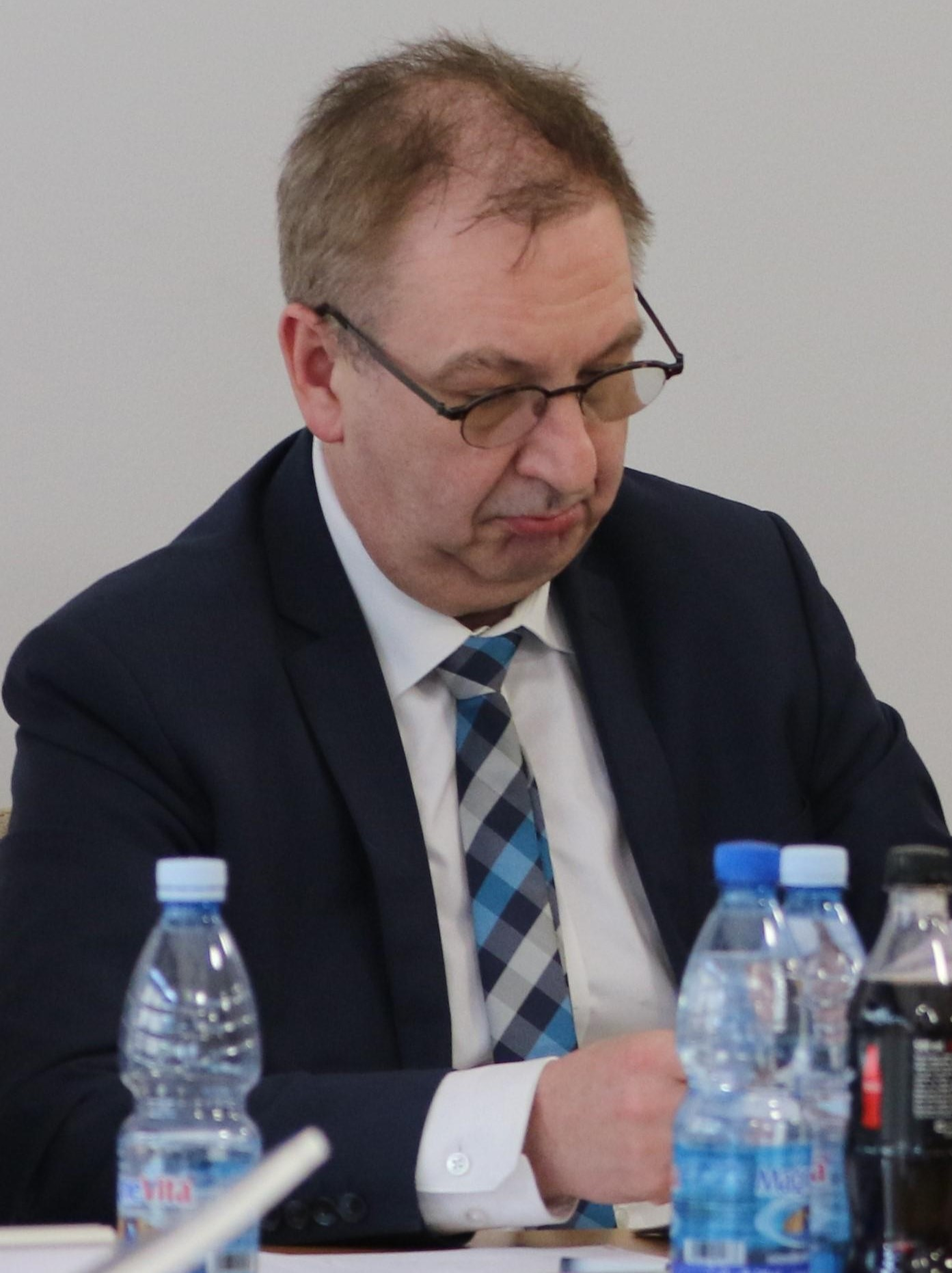
Robert Hernand (2019)

Robert Hernand (ur. 19 sierpnia 1966 w Wieluniu) – polski prokurator śledczy, prokurator Prokuratury Krajowej. Od 2010 zastępca Prokuratora Generalnego.

## Życiorys
Absolwent Wydziału Prawa i Administracji Uniwersytetu Śląskiego. Od 1 stycznia 1994 był asesorem Prokuratury Rejonowej w Bytomiu. W listopadzie 1994 rozpoczął pracę w Wydziale Śledczym Prokuratury Wojewódzkiej w Katowicach. 1 lipca 1995 został prokuratorem Prokuratury Rejonowej w Bytomiu, a 1 stycznia 1998 został mianowany na stanowisko prokuratora Prokuratury Wojewódzkiej w Katowicach.
Od 1 grudnia 2004 do 16 stycznia 2006 pełnił funkcję Kierownika Działu do spraw Przestępczości Narkotykowej i Kontroli Działań Operacyjnych Organów Ścigania w Wydziale VI do Spraw Przestępczości Zorganizowanej Prokuratury Okręgowej w Katowicach.
16 stycznia 2006 został powołany na stanowisko Prokuratora Okręgowego w Gliwicach. W okresie od 27 lutego 2007 do 14 stycznia 2008 pełnił funkcje prokuratora apelacyjnego we Wrocławiu. Od 9 sierpnia 2007 do 30 marca 2010 był prokuratorem Prokuratury Apelacyjnej w Katowicach.
31 marca 2010 został prokuratorem Prokuratury Generalnej. Od 20 kwietnia 2010 zastępca Prokuratora Generalnego.
W lutym 2017 Hernand wysłał pismo, w którym zażądał informacji o parach osób tej samej płci chcących złożyć w urzędach stanu cywilnego swoje akty małżeństw zawarte za granicą. Urzędnicy zapewniają, że celem nie jest kontrola osób LGBT, a stanie na straży polskiego porządku prawnego, jednak aktywiści kwestionują potrzebę gromadzenia tych informacji, a adw. Paweł Osik, przewodniczący Sekcji Praw Człowieka przy Okręgowej Radzie Adwokackiej w Warszawie, zwrócił uwagę na naruszenie poszanowania życia rodzinnego i prywatnego ze strony organu władzy publicznej i sfery wolności jednostki.